# 24. julij
24. julij je 205. dan leta (206. v prestopnih letih) v gregorijanskem koledarju. Ostaja še 160 dni.

## Dogodki
- 1567 – odstavljena škotska kraljica Marija I.
- 1701 – ustanovljen Detroit
- 1847 – odprava 148 mormonov pod vodstvom Brighama Younga po 17 mesecih prispe v dolino Slanega jezera, kjer nastane Salt Lake City
- 1866 – Tennessee kot prvo državo po ameriški državljanski vojni ponovno sprejmejo v ZDA
- 1911 – Hiram Bingham odkrije Machu Picchu
- 1923 – Turčija podpiše Lausannski sporazum
- 1927 – odprta Meninova vrata na vojno pokopališče v Jepru
- 1929 – začetek veljavnosti pariškega pakta, čigar podpisnice se zavežejo, da se bodo izogibale medsebojni vojni
- 1943:
  - fašistični Veliki svet izglasuje nezaupnico Benitu Mussoliniju
  - zavezniška letala bombardirajo Hamburg, napad zahteva okoli 30.000 žrtev
- 1944 – osvobojeno koncentracijsko taborišče Majdanek
- 1946 – ZDA v bližini atola Bikini izvedejo prvi podvodni jedrski poskus
- 1959 – v Moskvi odprta Ameriška narodna razstava
- 1967 – francoski predsednik Charles de Gaulle med obiskom Kanade nagovori montrealsko občinstvo z »Vive le Québec libre!«
- 1969 – Apollo 11 pristane v Pacifiku
- 1993 – na letalskem mitingu v angleškem Fairfordu trčita dve sovjetski letali MiG-29, med nesrečo ni žrtev
- 1998 – Russel Eugene Weston ustreli dva policista v ameriškem Kongresu
- 2001 – ustanovljena separatistična politična stranka Zveza tajvanske solidarnosti
- 2002:
  - James Traficant zaradi korupcije izključen iz ameriškega Kongresa
  - Alfred Moisiu postane predsednik Albanije
- 2013 – v bližini mesta Santiago de Compostela (Galicija, Španija) iztiri vlak, umre 78 ljudi, 178 pa je ranjenih
- 2014 – na severu Malija strmoglavi alžirsko potniško letalo, v nesreči umre 116 potnikov in članov posadke

## Rojstva
- 1242 – Kristina iz Stommelna, nemška krščanska mistikinja, begina († 1312)
- 1725 – John Newton, angleški pesnik, anglikanski duhovnik († 1807)
- 1731 – Louis Claude Cadet de Gassicourt, francoski kemik in farmacevt († 1799)
- 1775 – François-Eugène Vidocq, francoski pustolovec, detektiv († 1857)
- 1783 – Simón Bolívar, južnoameriški revolucionar († 1830)
- 1786 – Joseph Nicolas Nicollet, francoski geograf, matematik († 1843)
- 1802 – Alexandre Dumas, francoski pisatelj († 1870)
- 1842 – Jakob Alešovec, slovenski pisatelj († 1901)
- 1856 – Charles Émile Picard, francoski matematik († 1941)
- 1857 – Henrik Pontoppidan, danski pisatelj († 1943)
- 1860 – Alfons Maria Mucha, češki slikar († 1939)
- 1864 – Benjamin Franklin Wedekind, nemški dramatik († 1918)
- 1878 – Edward John Moreton Drax Plunkett, irski pisatelj, dramatik († 1957)
- 1897 – Amelia Mary Earhart, ameriška letalka († 1937)
- 1904 – Nikolaj Gerasimovič Kuznecov, ruski admiral († 1974)
- 1908 – Cootie Williams, ameriški trobentač († 1985)
- 1916:
  - John Dann MacDonald, ameriški pisatelj († 1986)
  - Morris Weitz, ameriški filozof († 1981)
- 1944 – Jan-Carl Raspe, nemški terorist († 1977)
- 1952 – Gus Van Sant mlajši, ameriški filmski režiser
- 1963 – Karl Malone, ameriški košarkar
- 1969 – Jennifer López, portoriško-ameriška filmska igralka, pevka

## Smrti
- 1115 – Matilda Toskanska, mejna grofinja, vojskovodkinja (* 1046)
- 1129 – cesar Širakava, 72. japonski cesar (* 1053)
- 1240 – Konrad Turinški, 5. veliki mojster vitezov križnikov (* 1206)
- 1292 – Kinga Poljska, ogrska princesa, poljska kraljica in svetnica (* 1224)
- 1328 – Izabela Kastiljska, aragonska kraljica (* 1283)
- 1345 – Jacob van Artevelde, flamski državnik (* 1290
- 1862 – Martin Van Buren, 8. ameriški predsednik (* 1782)
- 1863 – Gregor Rihar, slovenski skladatelj, organist (* 1796)
- 1914 – Adolf Martens, nemški znanstvenik, metalurg (* 1850)
- 1934 – Rudolf Maister, slovenski pesnik, general, borec za severno mejo (* 1874)
- 1974 – sir James Chadwick, angleški fizik, nobelovec 1935 (* 1891)
- 1980 – Peter Sellers, angleški komik, filmski igralec (* 1925)
- 1991 – Isaac Bashevis Singer, ameriški pisatelj judovskega rodu, nobelovec 1978 (* 1902 ali 1904)

## Prazniki in obredi
- Ekvador – dan Simóna Bolívarja
- Vanuatu – dan otrok
- Venezuela – dan osvoboditelja (Simóna Bolívarja)
- Utah (ZDA) - dan pionirjev